# Pellenes lucidus
Pellenes lucidus – gatunek pająka z rodziny skakunowatych.
Gatunek ten opisany został w 2005 roku przez Dimitrija Łogunowa i Mehrdada Zamanpoore'a na podstawie pojedynczego samca.
Skakun ten ma karapaks długości 1,71 mm, brązowy z ciemnobrązową okolicą oczu i białymi włoskami za oczami tylno-bocznymi. Brązowy nadustek ma przy brzegu linię białych włosków. Szczękoczułki są brązowe z trzema liniami białych włosków. Szczęki i warga dolna są brązowe, natomiast sternum żółto-brązowe z białymi włoskami. Odnóża są głównie żółte, trzy ostatnie pary mają białe stopy i ciemnoszare uda. Opistosoma ma długość 1,49 mm i barwę brązową z liniami białych włosków po obu stronach i szarym wzorem na wierzchu. W narządzie kopulacyjnym emboliczna część apofizy biegnie prawie równolegle do przedniej krawędzi bulbusa.
Pająk palearktyczny, znany wyłącznie z Afganistanu, z prowincji Nangarhar.